# 2022-es Formula–1 bahreini nagydíj
A bahreini nagydíj a 2022-es Formula–1 világbajnokság első futama volt, amelyet 2022. március 18. és március 20. között rendeztek meg a Bahrain International Circuit versenypályán, Szahírban, mesterséges fényviszonyok között.

## Választható keverékek
| Abroncs              | Friss | Használt |
| -------------------- | ----- | -------- |
| Kemény keverék (C1)  |       |          |
| Közepes keverék (C2) |       |          |
| Lágy keverék (C3)    |       |          |
| Átmeneti esőgumi (I) |       |          |
| Teljes esőgumi (W)   |       |          |

## Szabadedzések

### Első szabadedzés
A bahreini nagydíj első szabadedzését március 18-án, pénteken délután tartották, magyar idő szerint 13:00-tól.
| helyezés | versenyző        | csapat/motor          | elért idő  | különbség | futott kör |
| -------- | ---------------- | --------------------- | ---------- | --------- | ---------- |
| 1        | Pierre Gasly     | AlphaTauri-RBPT       | 1:34,193   | −         | 23         |
| 2        | Charles Leclerc  | Ferrari               | 1:34,557   | +0,364    | 22         |
| 3        | Carlos Sainz Jr. | Ferrari               | 1:34,611   | +0,418    | 23         |
| 4        | George Russell   | Mercedes              | 1:34,629   | +0,436    | 23         |
| 5        | Max Verstappen   | Red Bull-RBPT         | 1:34,742   | +0,549    | 22         |
| 6        | Lance Stroll     | Aston Martin-Mercedes | 1:34,814   | +0,621    | 22         |
| 7        | Lewis Hamilton   | Mercedes              | 1:34,943   | +0,750    | 17         |
| 8        | Fernando Alonso  | Alpine-Renault        | 1:35,000   | +0,807    | 14         |
| 9        | Cunoda Júki      | AlphaTauri-RBPT       | 1:35,028   | +0,835    | 20         |
| 10       | Sergio Pérez     | Red Bull-RBPT         | 1:35,050   | +0,857    | 23         |
| 11       | Csou Kuan-jü     | Alfa Romeo-Ferrari    | 1:35,053   | +0,860    | 20         |
| 12       | Esteban Ocon     | Alpine-Renault        | 1:35,151   | +0,958    | 15         |
| 13       | Nicholas Latifi  | Williams-Mercedes     | 1:35,644   | +1,451    | 15         |
| 14       | Nico Hülkenberg  | Aston Martin-Mercedes | 1:35,815   | +1,622    | 23         |
| 15       | Alexander Albon  | Williams-Mercedes     | 1:35,923   | +1,730    | 17         |
| 16       | Lando Norris     | McLaren-Mercedes      | 1:36,304   | +2,111    | 22         |
| 17       | Daniel Ricciardo | McLaren-Mercedes      | 1:36,402   | +2,209    | 20         |
| 18       | Mick Schumacher  | Haas-Ferrari          | 1:36,536   | +2,343    | 23         |
| 19       | Kevin Magnussen  | Haas-Ferrari          | 1:36,804   | +2,611    | 21         |
| 20       | Valtteri Bottas  | Alfa Romeo-Ferrari    | idő nélkül |           | 2          |

### Második szabadedzés
A bahreini nagydíj második szabadedzését március 18-án, pénteken délután tartották, magyar idő szerint 16:00-tól.
| helyezés | versenyző        | csapat/motor          | elért idő | különbség | futott kör |
| -------- | ---------------- | --------------------- | --------- | --------- | ---------- |
| 1        | Max Verstappen   | Red Bull-RBPT         | 1:31,936  | −         | 20         |
| 2        | Charles Leclerc  | Ferrari               | 1:32,023  | +0,087    | 20         |
| 3        | Carlos Sainz Jr. | Ferrari               | 1:32,520  | +0,584    | 22         |
| 4        | George Russell   | Mercedes              | 1:32,529  | +0,593    | 25         |
| 5        | Fernando Alonso  | Alpine-Renault        | 1:32,877  | +0,941    | 24         |
| 6        | Valtteri Bottas  | Alfa Romeo-Ferrari    | 1:32,951  | +1,015    | 30         |
| 7        | Sergio Pérez     | Red Bull-RBPT         | 1:32,958  | +1,022    | 20         |
| 8        | Mick Schumacher  | Haas-Ferrari          | 1:33,085  | +1,149    | 24         |
| 9        | Lewis Hamilton   | Mercedes              | 1:33,144  | +1,208    | 23         |
| 10       | Kevin Magnussen  | Haas-Ferrari          | 1:33,183  | +1,247    | 23         |
| 11       | Lando Norris     | McLaren-Mercedes      | 1:33,280  | +1,344    | 27         |
| 12       | Esteban Ocon     | Alpine-Renault        | 1:33,360  | +1,424    | 25         |
| 13       | Pierre Gasly     | AlphaTauri-RBPT       | 1:33,621  | +1,685    | 24         |
| 14       | Cunoda Júki      | AlphaTauri-RBPT       | 1:33,789  | +1,853    | 26         |
| 15       | Csou Kuan-jü     | Alfa Romeo-Ferrari    | 1:33,953  | +2,017    | 27         |
| 16       | Lance Stroll     | Aston Martin-Mercedes | 1:33,958  | +2,022    | 25         |
| 17       | Nico Hülkenberg  | Aston Martin-Mercedes | 1:34,061  | +2,125    | 28         |
| 18       | Daniel Ricciardo | McLaren-Mercedes      | 1:34,166  | +2,230    | 12         |
| 19       | Nicholas Latifi  | Williams-Mercedes     | 1:34,486  | +2,550    | 28         |
| 20       | Alexander Albon  | Williams-Mercedes     | 1:34,735  | +2,799    | 22         |

### Harmadik szabadedzés
A bahreini nagydíj harmadik szabadedzését március 19-én, szombat délután tartották, magyar idő szerint 13:00-tól.
| helyezés | versenyző        | csapat/motor          | elért idő  | különbség | futott kör |
| -------- | ---------------- | --------------------- | ---------- | --------- | ---------- |
| 1        | Max Verstappen   | Red Bull-RBPT         | 1:32,544   | −         | 15         |
| 2        | Charles Leclerc  | Ferrari               | 1:32,640   | +0,096    | 16         |
| 3        | Sergio Pérez     | Red Bull-RBPT         | 1:32,791   | +0,247    | 20         |
| 4        | George Russell   | Mercedes              | 1:32,935   | +0,391    | 19         |
| 5        | Carlos Sainz Jr. | Ferrari               | 1:33,053   | +0,509    | 20         |
| 6        | Lewis Hamilton   | Mercedes              | 1:33,121   | +0,577    | 15         |
| 7        | Kevin Magnussen  | Haas-Ferrari          | 1:33,437   | +0,893    | 15         |
| 8        | Valtteri Bottas  | Alfa Romeo-Ferrari    | 1:33,733   | +1,189    | 21         |
| 9        | Csou Kuan-jü     | Alfa Romeo-Ferrari    | 1:33,880   | +1,336    | 18         |
| 10       | Lance Stroll     | Aston Martin-Mercedes | 1:33,920   | +1,376    | 14         |
| 11       | Lando Norris     | McLaren-Mercedes      | 1:33,955   | +1,411    | 18         |
| 12       | Nico Hülkenberg  | Aston Martin-Mercedes | 1:33,971   | +1,427    | 18         |
| 13       | Pierre Gasly     | AlphaTauri-RBPT       | 1:34,176   | +1,632    | 18         |
| 14       | Mick Schumacher  | Haas-Ferrari          | 1:34,295   | +1,751    | 17         |
| 15       | Daniel Ricciardo | McLaren-Mercedes      | 1:34,378   | +1,834    | 20         |
| 16       | Fernando Alonso  | Alpine-Renault        | 1:34,628   | +2,084    | 15         |
| 17       | Alexander Albon  | Williams-Mercedes     | 1:34,868   | +2,324    | 15         |
| 18       | Esteban Ocon     | Alpine-Renault        | 1:34,957   | +2,413    | 16         |
| 19       | Nicholas Latifi  | Williams-Mercedes     | 1:35,667   | +3,123    | 14         |
| 20       | Cunoda Júki      | AlphaTauri-RBPT       | idő nélkül |           | 0          |

## Időmérő edzés
A bahreini nagydíj időmérő edzését március 19-én, szombat délután tartották, magyar idő szerint 16:00-tól.
| helyezés              | rajtszám | versenyző        | csapat/motor          | 1. rész  | 2. rész  | 3. rész  | rajthely | futott kör |
| --------------------- | -------- | ---------------- | --------------------- | -------- | -------- | -------- | -------- | ---------- |
| 1                     | 16       | Charles Leclerc  | Ferrari               | 1:31,471 | 1:30,932 | 1:30,558 | 1        | 15         |
| 2                     | 1        | Max Verstappen   | Red Bull-RBPT         | 1:31,785 | 1:30,757 | 1:30,681 | 2        | 14         |
| 3                     | 55       | Carlos Sainz Jr. | Ferrari               | 1:31,567 | 1:30,787 | 1:30,687 | 3        | 15         |
| 4                     | 11       | Sergio Pérez     | Red Bull-RBPT         | 1:32,311 | 1:31,008 | 1:30,921 | 4        | 18         |
| 5                     | 44       | Lewis Hamilton   | Mercedes              | 1:32,285 | 1:31,048 | 1:31,238 | 5        | 17         |
| 6                     | 77       | Valtteri Bottas  | Alfa Romeo-Ferrari    | 1:31,919 | 1:31,717 | 1:31,560 | 6        | 15         |
| 7                     | 20       | Kevin Magnussen  | Haas-Ferrari          | 1:31,955 | 1:31,461 | 1:31,808 | 7        | 12         |
| 8                     | 14       | Fernando Alonso  | Alpine-Renault        | 1:32,346 | 1:31,621 | 1:32,195 | 8        | 14         |
| 9                     | 63       | George Russell   | Mercedes              | 1:32,269 | 1:31,252 | 1:32,216 | 9        | 17         |
| 10                    | 10       | Pierre Gasly     | AlphaTauri-RBPT       | 1:32,096 | 1:31,635 | 1:32,338 | 10       | 21         |
| 11                    | 31       | Esteban Ocon     | Alpine-Renault        | 1:32,041 | 1:31,782 |          | 11       | 12         |
| 12                    | 47       | Mick Schumacher  | Haas-Ferrari          | 1:32,380 | 1:31,998 |          | 12       | 11         |
| 13                    | 4        | Lando Norris     | McLaren-Mercedes      | 1:32,239 | 1:32,008 |          | 13       | 14         |
| 14                    | 23       | Alexander Albon  | Williams-Mercedes     | 1:32,726 | 1:32,664 |          | 14       | 13         |
| 15                    | 24       | Csou Kuan-jü     | Alfa Romeo-Ferrari    | 1:32,493 | 1:33,543 |          | 15       | 12         |
| 16                    | 22       | Cunoda Júki      | AlphaTauri-RBPT       | 1:32,750 |          |          | 16       | 8          |
| 17                    | 27       | Nico Hülkenberg  | Aston Martin-Mercedes | 1:32,777 |          |          | 17       | 6          |
| 18                    | 3        | Daniel Ricciardo | McLaren-Mercedes      | 1:32,945 |          |          | 18       | 8          |
| 19                    | 18       | Lance Stroll     | Aston Martin-Mercedes | 1:33,032 |          |          | 19       | 6          |
| 20                    | 6        | Nicholas Latifi  | Williams-Mercedes     | 1:33,634 |          |          | 20       | 8          |
| 107%-os idő: 1:37,873 |          |                  |                       |          |          |          |          |            |

## Futam
A bahreini nagydíj futama március 20-án, vasárnap délután tartották, magyar idő szerint 16:00-kor.
| helyezés | rajtszám | versenyző        | csapat/motor          | futott kör | idő/kiesés oka | rajthely | pont  |
| -------- | -------- | ---------------- | --------------------- | ---------- | -------------- | -------- | ----- |
| 1        | 16       | Charles Leclerc  | Ferrari               | 57         | 1:37:33,584    | 1        | 26[a] |
| 2        | 55       | Carlos Sainz Jr. | Ferrari               | 57         | +5,598         | 3        | 18    |
| 3        | 44       | Lewis Hamilton   | Mercedes              | 57         | +9,675         | 5        | 15    |
| 4        | 63       | George Russell   | Mercedes              | 57         | +11,211        | 9        | 12    |
| 5        | 20       | Kevin Magnussen  | Haas-Ferrari          | 57         | +14,754        | 7        | 10    |
| 6        | 77       | Valtteri Bottas  | Alfa Romeo-Ferrari    | 57         | +16,119        | 6        | 8     |
| 7        | 31       | Esteban Ocon     | Alpine-Renault        | 57         | +19,423        | 11       | 6     |
| 8        | 22       | Cunoda Júki      | AlphaTauri-RBPT       | 57         | +20,386        | 16       | 4     |
| 9        | 14       | Fernando Alonso  | Alpine-Renault        | 57         | +22,390        | 8        | 2     |
| 10       | 24       | Csou Kuan-jü     | Alfa Romeo-Ferrari    | 57         | +23,064        | 15       | 1     |
| 11       | 47       | Mick Schumacher  | Haas-Ferrari          | 57         | +32,574        | 12       |       |
| 12       | 18       | Lance Stroll     | Aston Martin-Mercedes | 57         | +45,873        | 19       |       |
| 13       | 23       | Alexander Albon  | Williams-Mercedes     | 57         | +53,932        | 14       |       |
| 14       | 3        | Daniel Ricciardo | McLaren-Mercedes      | 57         | +54,975        | 18       |       |
| 15       | 4        | Lando Norris     | McLaren-Mercedes      | 57         | +56,335        | 13       |       |
| 16       | 6        | Nicholas Latifi  | Williams-Mercedes     | 57         | +1:01,795      | 20       |       |
| 17       | 27       | Nico Hülkenberg  | Aston Martin-Mercedes | 57         | +1:03,829      | 17       |       |
| 18[b]    | 11       | Sergio Pérez     | Red Bull-RBPT         | 56         | üzemanyagpumpa | 4        |       |
| 19[b]    | 1        | Max Verstappen   | Red Bull-RBPT         | 54         | üzemanyagpumpa | 2        |       |
| Ki       | 10       | Pierre Gasly     | AlphaTauri-RBPT       | 44         | erőforrás      | 10       |       |

Megjegyzések:
- ↑ a:  Charles Leclerc a helyezéséért járó pontok mellett a versenyben futott leggyorsabb körért további 1 pontot szerzett.
- ↑ b:  Sergio Pérez és Max Verstappen nem fejezte be a futamot, de helyezésüket értékelték, mivel a versenytáv több, mint 90%-át teljesítették.

## A világbajnokság állása a verseny után
| H   | Versenyzők       | Pont | H   | Konstruktőrök         | Pont |
| --- | ---------------- | ---- | --- | --------------------- | ---- |
| 1.  | Charles Leclerc  | 26   | 1.  | Ferrari               | 44   |
| 2.  | Carlos Sainz Jr. | 18   | 2.  | Mercedes              | 27   |
| 3.  | Lewis Hamilton   | 15   | 3.  | Haas-Ferrari          | 10   |
| 4.  | George Russell   | 12   | 4.  | Alfa Romeo-Ferrari    | 9    |
| 5.  | Kevin Magnussen  | 10   | 5.  | Alpine-Renault        | 8    |
| 6.  | Valtteri Bottas  | 8    | 6.  | AlphaTauri-RBPT       | 4    |
| 7.  | Esteban Ocon     | 6    | 7.  | Aston Martin-Mercedes | 0    |
| 8.  | Cunoda Júki      | 4    | 8.  | Williams-Mercedes     | 0    |
| 9.  | Fernando Alonso  | 2    | 9.  | McLaren-Mercedes      | 0    |
| 10. | Csou Kuan-jü     | 1    | 10. | Red Bull-RBPT         | 0    |

(A teljes táblázat)

## Statisztikák
- Vezető helyen:
  - Charles Leclerc: 55 kör (1-31 és 34-57)
  - Carlos Sainz Jr.: 2 kör (32-33)
- Charles Leclerc 10. pole-pozíciója, 5. versenyben futott leggyorsabb köre. és 3. futamgyőzelme, ezzel pedig első mesterhármasa.
- A Ferrari 239. futamgyőzelme.
- Charles Leclerc 14., Carlos Sainz Jr. 7., Lewis Hamilton 183. dobogós helyezése.
- Csou Kuan-jü első Formula–1-es nagydíja.[2]
- A Mercedes 250. nagydíja.
- Lewis Hamilton megdöntötte Michael Schumacher azon rekordját, hogy 15 szezonban ünnepelhetett legalább egyszer a dobogón, Hamiltonnak ez volt a 16. idény.[3]